# Bodmin Moor

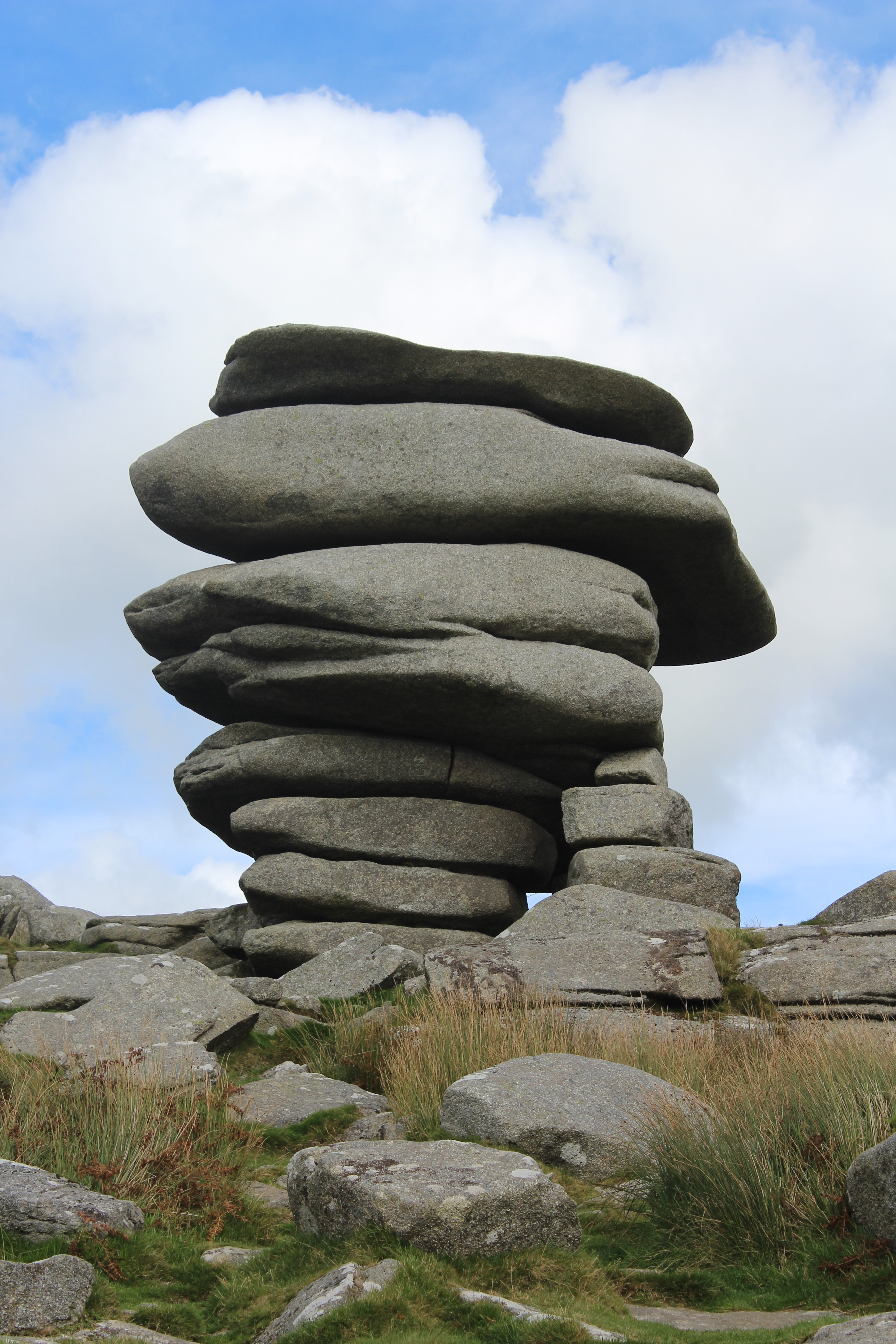
Ostaniec na Bodmin Moor

Bodmin Moor (korn. Goen Bren) – wrzosowisko w południowo-zachodniej części Kornwalii o powierzchni 208 km² ukształtowane w karbonie. Najwyższym wzniesieniem jest Brown Willy - 417 m n.p.m. Zajmuje obszar zbliżony do prostokąta o wymiarach 15 na 15 km.

## Nazwa
Nazwa Bodmin Moor jest stosunkowo niedawna, zaczęto oficjalnie jej używać w roku 1813. Wcześniej nazywano je Fowey Moor, od nazwy rzeki przepływającej przez wrzosowisko. 

## Wykorzystanie
Terytorium wrzosowiska wykorzystuje się jako pastwisko. Hoduje się tam 10 000 sztuk bydła rzeźnego, 55 000 owiec i 1 000 koni. Część wrzosowiska objęta jest ochroną w formie parku krajobrazowego. 
Na wrzosowisku można spotkać skalne pagórki (eng. tor), granitowe ostańce oraz pozostałości osad ludzkich. Kolonizacja terenu sięga sześciu tysięcy lat. Znajduje się tam m.in. megalityczna droga wiodąca w stronę kurhanu.